# Torosteenstrupina
La torosteenstrupina és un mineral de la classe dels silicats, que pertany al grup de la steenstrupina. El seu nom reflecteix el contingut de tori i la previsible similitud amb la steenstrupina-(Ce).

## Característiques
La torosteenstrupina és un silicat de fórmula química (Ca,Th,Mn)₃Si₄O11F·6H₂O. La seva duresa a l'escala de Mohs és 4.
Segons la classificació de Nickel-Strunz, la torosteenstrupina pertany a «09.CK - Ciclosilicats, amb enllaços senzills de 6 [Si₆O18]12-, amb anions complexos aïllats» juntament amb els següents minerals: fluorschorl, fluorbuergerita, cromodravita, dravita, elbaïta, feruvita, foitita, liddicoatita, olenita, povondraïta, schorl, magnesiofoitita, rossmanita, oxivanadiodravita, oxidravita, oxirossmanita, cromoaluminopovondraïta, fluordravita, fluoruvita, abenakiïta-(Ce), scawtita i steenstrupina-(Ce).

## Formació i jaciments
Va ser descoberta al jaciment de terres rares de Chergilen, a la localitat de Chekunda, dins el districte de Verkhnebureinsky (Krai de Khabàrovsk, Rússia). També ha estat descrita a Sakhà i en un parell d'indrets de l'óblast de Múrmansk. Aquests indrets, tots ells a Rússia, són els únics de tot el planeta on ha estat descrita aquesta espècie mineral.